# Lijst van voetbalinterlands Brazilië - Sovjet-Unie
Deze lijst van voetbalinterlands is een overzicht van alle officiële voetbalwedstrijden tussen de nationale teams van Brazilië en de Sovjet-Unie. De landen speelden in totaal zeven keer tegen elkaar. De eerste ontmoeting, een groepswedstrijd tijdens het Wereldkampioenschap voetbal 1958, werd gespeeld in Göteborg (Zweden) op 15 juni 1958. Het laatste duel, een groepswedstrijd tijdens het Wereldkampioenschap voetbal 1982, vond plaats op 15 juni 1982 in Sevilla (Spanje).

## Wedstrijden
| № | Plaats         | Datum            | Competitie        | Wedstrijd              | Uitslag |
| - | -------------- | ---------------- | ----------------- | ---------------------- | ------- |
| 1 | Göteborg       | 15 juni 1958     | WK 1958           | Sovjet-Unie – Brazilië | 0 – 2   |
| 2 | Moskou         | 4 juli 1965      | Vriendschappelijk | Sovjet-Unie – Brazilië | 0 – 3   |
| 3 | Rio de Janeiro | 21 november 1965 | Vriendschappelijk | Brazilië – Sovjet-Unie | 2 – 2   |
| 4 | Moskou         | 21 juni 1973     | Vriendschappelijk | Sovjet-Unie – Brazilië | 0 – 1   |
| 5 | Rio de Janeiro | 1 december 1976  | Vriendschappelijk | Brazilië – Sovjet-Unie | 2 – 0   |
| 6 | Rio de Janeiro | 15 juni 1980     | Vriendschappelijk | Brazilië – Sovjet-Unie | 1 – 2   |
| 7 | Sevilla        | 15 juni 1982     | WK 1982           | Brazilië – Sovjet-Unie | 2 – 1   |

## Samenvatting
| Competitie        | Totaal gespeeld | Winst Brazilië | Gelijk | Winst Sovjet-Unie | Doelsaldo Brazilië – Sovjet-Unie |
| ----------------- | --------------- | -------------- | ------ | ----------------- | -------------------------------- |
| WK-eindronde      | 2               | 2              | 0      | 0                 | 4 − 1                            |
| Vriendschappelijk | 5               | 3              | 1      | 1                 | 9 − 4                            |
| Totaal            | 7               | 5              | 1      | 1                 | 13 − 5                           |

Wedstrijden bepaald door strafschoppen worden, in lijn met de FIFA, als een gelijkspel gerekend.